# Dušan Kovačević

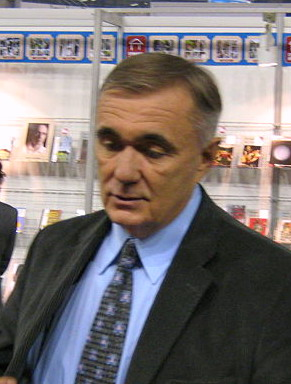
Dušan Kovačević

Dušan Kovačević (* 12. Juli 1948 in Mrđenovac) ist ein serbischer Dramatiker, Drehbuchautor, Regisseur und Diplomat.

## Leben
Kovačević studierte nach dem Besuch des Gymnasiums in Novi Sad bis 1973 Dramaturgie an der Akademie für Theater, Film, Radio und Fernsehen der Universität Belgrad. Bis 1978 arbeitete er als Dramaturg bei TV Belgrad. Von 1986 bis 1988 war er Assistenzprofessor an der Fakultät für dramatische Künste der Universität Belgrad. 1998 wurde er Leiter des Zvezdara-Theaters in Belgrad. 2000 wurde er korrespondierendes, 2009 ordentliches Mitglied der Serbischen Akademie der Wissenschaften und Künste (SANU). Im Jahr 2005 wurde er zum Botschafter Serbiens und Montenegros in Portugal ernannt.
Als Autor wurde Kovačević mit mehr als 20 Theaterstücken bekannt, die in 17 Sprachen übersetzt und an mehr als 150 in- und ausländischen Theatern aufgeführt wurden. Außerdem schrieb er zahlreiche Drehbücher zu Kino- und Fernsehfilmen und Fernsehserien. Sein Theaterstück Proleće u januaru  war die Grundlage des Drehbuchs für den Film Underground, das er gemeinsam mit Emir Kusturica schrieb. Sein erstes Hörspiel Der Profi (Profesionalac), eine Gemeinschaftsproduktion von WDR und ORF wurde unter der Regie von Götz Fritsch in Deutschland im November 1990 Hörspiel des Monats.
2020 veröffentlichte er den Gedichtband Ja to tamo pevam ISBN 978-86-521-3925-5.

## Werke
Theaterstücke
- Maratonci trče počasni krug. 1973.
- Radovan III. 1973.
- Šta je to u ljudskom biću što ga vodi prema piću. 1976.
- Proleće u januaru. 1977.
- Svemirski zmaj. 1977.
- Limunacija na selu. 1978.
- Sabirni centar. 1982.
- Balkanski špijun. 1983.
- Sveti Georgije ubiva aždahu. 1986.
- Klaustrofobična komedija. 1987.
- Profesionalac. 1990.
- Urnebesna tragedija. 1991.
- Lari Tompson, tragedija jedne mladosti. 1996.
- Kontejner sa pet zvezdica. 1999.
- Doktor Šuster. 2001.
- Dinar po dinar. 2005.
- Generalna proba samoubistva. 2008.
- Život u tesnim cipelama. 2010.
- Kumovi. 2012.
- Rođendan gospodina Nušića. 2014.
- Hipnoza jedne ljubavi. 2016.

Drehbücher
- Beštije. 1977.
- Ko to tamo peva. 1980.
- Poseban tretman. 1980.
- Maratonci trče počasni krug. 1982.
- Balkanski špijun. 1984.
- Sabirni centar. 1989.
- Klaustrofobična komedija. 1990.
- Urnebesna tragedija. 1995.
- Podzemlje. 1995.
- Bila jednom jedna zemlja. 1996.
- Profesionalac. 2003.
- Sveti Georgije ubiva aždahu. 2009.